# Dave Pybus (saxo)
 Dave Pybus  es un saxofonista canadiense, catalán de adopción, que vive y trabaja en Barcelona desde 1974. Creador y director del  Pybus Groove Quartet , y anteriormente había tocado con la Orquestra Mirasol (surgida a mediados de los setenta), Transatlantic, Princes of Time y Shamtime. En el ámbito internacional, ha tocado con Stevie Wonder, Thad Jones, Al Cohn y Jack McDuff. Es un referente en el estilo de la música groove, que combina ritmos populares de la música negra con el jazz clásico, lo fue en los años sesenta y setenta del soul y el funk y hoy día del rythm'n'blues y el hip-hop más de moda.
La Princes Of time, fue un proyecto emergente de jazz-funk y acid jazz que creó y dirigió la década de los noventa.

## Pybus Groove Quartet
La banda de jazz fundada por Dave Pybus la componen los siguientes músicos:
- Dave Pybus, saxos
- Toni Saigi "Chupi", teclados.
- Jules Bikoko, bajo.
- Caspar st. Charles, batería.

## Discos grabados
Orquestra Mirasol
- De oca a oca y tira que te toca , 2 CDs (41, 43 min)+1 folleto[4]

Pybus Groove Quartet
- City life [6][7]
- Good evening [8]
- Jazz de Cataluña 2006 [9]